# Amphoe Chiang Yuen
Chiang Yuen (thaï : เชียงยืน) est un amphoe de la province de Maha Sarakham.